# Асыввож (приток Большой Вяткины)
Асыввож (устар. Асыв-Вож) — река в России, протекает в Республике Коми по территории района Печора. Правый приток реки Большая Вяткина.

## География
Устье реки находится в 36 км по правому берегу реки Большая Вяткина. Длина реки составляет 31 км.

## Этимология гидронима
Данный гидроним происходит от языка коми, в котором асыв — «утро», «восток», а вож — «приток», «ветвь», «ответвление».

## Данные водного реестра
По данным государственного водного реестра России относится к Двинско-Печорскому бассейновому округу, водохозяйственный участок реки — Печора от водомерного поста у посёлка Шердино до впадения реки Уса, речной подбассейн реки — бассейны притоков Печоры до впадения Усы. Речной бассейн реки — Печора.
Код объекта в государственном водном реестре — 03050100212103000064761.